# Patrice Bernier
Patrice Bernier (Brossard, 23 settembre 1979) è un allenatore di calcio ed ex calciatore canadese, di ruolo centrocampista.

## Carriera

### Club
Bernier muove i primi passi nel calcio professionistico giocando con il Montréal Impact nella A-League in Canada. A livello di college gioca per due anni con la Syracuse University di New York.

#### Il passaggio in Europa
Nel 2004 firma con i norvegesi del Tromsø, acquistato dal Moss F.K. per meno di 500 000 corone norvegesi. Dotato di una forte aggressività, buona tecnica e facilità nei passaggi, si rivela un discreto giocatore.
Il 28 maggio 2007 passa al Kaiserslautern, squadra militante nella serie cadetta tedesca.
Il 25 giugno 2008 firma con i danesi del FC Nordsjælland.
Il 14 agosto segna la sua prima rete europea in Coppa Uefa durante il secondo turno di qualificazione, ai danni degli scozzesi del Queen of the South.
Il 14 novembre segna il gol della vittoria, alla prima giornata di campionato, contro il Lyngby.
Complessivamente colleziona più di 90 presenze in tutte le competizioni con la compagine danese.
Il 24 agosto 2011 firma per un anno di contratto con il Lyngby.
Il 16 ottobre segna la prima rete con la nuova squadra, nella sconfitta per 3-2 contro il Silkeborg IF.

#### Il ritorno agli Impact
Il 19 dicembre 2011 torna al Montréal Impact. 
Il 5 maggio 2012 segna la prima rete con gli Impact, contro lo Sporting Kansas City.
Il 16 gennaio 2017 firma per un ulteriore anno di contratto, l'ultimo da giocatore professionista. Nella sua ultima stagione colleziona complessivamente 30 presenze ed una rete in tutte le competizioni.

### Nazionale
Esordisce nel Novembre del 2003 con la Nazionale canadese durante un'amichevole contro la Nazionale ceca.
Il 9 settembre 2014 colleziona la 50ª presenza con il Canada giocando un'amichevole contro la Nazionale giamaicana.

## Statistiche

### Presenze e reti nei club
Statistiche aggiornate al 18 settembre 2017.
| Stagione               | Squadra                | Campionato             | Campionato | Campionato | Coppe nazionali | Coppe nazionali | Coppe nazionali | Coppe continentali | Coppe continentali | Coppe continentali | Altre coppe | Altre coppe | Altre coppe | Totale | Totale |
| Stagione               | Squadra                | Comp                   | Pres       | Reti       | Comp            | Pres            | Reti            | Comp               | Pres               | Reti               | Comp        | Pres        | Reti        | Pres   | Reti   |
| ---------------------- | ---------------------- | ---------------------- | ---------- | ---------- | --------------- | --------------- | --------------- | ------------------ | ------------------ | ------------------ | ----------- | ----------- | ----------- | ------ | ------ |
| 2000                   | Montréal Impact        | AL                     | 27         | 0          |                 | -               | -               |                    | -                  | -                  |             | -           | -           | 27     | 0      |
| 2001                   | Montréal Impact        | AL                     | 23         | 1          |                 | -               | -               |                    | -                  | -                  |             | -           | -           | 23     | 1      |
| 2002                   | Montréal Impact        | AL                     | 23+4       | 4          |                 | -               | -               |                    | -                  | -                  |             | -           | -           | 27     | 4      |
| 2003                   | Moss                   | 1d                     | 3          | 0          |                 | -               | -               |                    | -                  | -                  |             | -           | -           | 3      | 0      |
| gen.-lug. 2004         | Moss                   | 1d                     | 11         | 1          |                 | -               | -               |                    | -                  | -                  |             | -           | -           | 11     | 1      |
| Totale Moss FK         | Totale Moss FK         | Totale Moss FK         | 14         | 1          |                 | -               | -               |                    | -                  | -                  |             | -           | -           | 14     | 1      |
| lug.- dic. 2004        | Tromsø                 | EL                     | 11         | 1          | CN              | -               | -               |                    | -                  | -                  |             | -           | -           | 11     | 1      |
| 2005                   | Tromsø                 | EL                     | 24         | 0          | CN              | -               | -               | CU                 | 2+6                | 0                  |             | -           | -           | 32     | 0      |
| 2006                   | Tromsø                 | EL                     | 24         | 1          | CN              | -               | -               |                    | -                  | -                  |             | -           | -           | 24     | 1      |
| 2007                   | Tromsø                 | EL                     | 9          | 2          | CN              | -               | -               |                    | -                  | -                  |             | -           | -           | 9      | 2      |
| Totale Trømso          | Totale Trømso          | Totale Trømso          | 68         | 4          |                 | -               | -               |                    | 8                  | 0                  |             | -           | -           | 76     | 4      |
| 2007-2008              | Kaiserslautern         | 2BL                    | 15         | 1          | CG              | 2               | 0               |                    | -                  | -                  |             | -           | -           | 17     | 1      |
| 2008-2009              | Nordsjælland           | SL                     | 27         | 0          | CD              | 1               | 0               | CU                 | 6                  | 2                  |             | -           | -           | 34     | 2      |
| 2009-2010              | Nordsjælland           | SL                     | 27         | 2          | CD              | 6               | 1               |                    | -                  | -                  |             | -           | -           | 33     | 3      |
| 2010-2011              | Nordsjælland           | SL                     | 22         | 1          | CD              | 2               | 0               | UEL                | 2                  | 0                  |             | -           | -           | 26     | 1      |
| Totale Nordsjælland    | Totale Nordsjælland    | Totale Nordsjælland    | 76         | 3          |                 | 9               | 1               |                    | 8                  | 2                  |             | -           | -           | 93     | 6      |
| 2011-2012              | Lyngby                 | EL                     | 12         | 2          | CD              | 1               | 0               |                    | -                  | -                  |             | -           | -           | 13     | 2      |
| 2012                   | Montréal Impact        | MLS                    | 27         | 9          | CC              | 1               | -               |                    | -                  | -                  |             | -           | -           | 28     | 9      |
| 2013                   | Montréal Impact        | MLS                    | 31         | 4          | CC              | 4               | 0               | CCL                | 2                  | 0                  |             | -           | -           | 37     | 4      |
| 2014                   | Montréal Impact        | MLS                    | 26         | 0          | CC              | 4               | 1               | CCL                | 7                  | 0                  |             | -           | -           | 37     | 1      |
| 2015                   | Montréal Impact        | MLS                    | 20+3       | 2          | CC              | 2               | -               |                    | -                  | -                  |             | -           | -           | 27     | 2      |
| 2016                   | Montréal Impact        | MLS                    | 20+5       | 0          | CC              | 1               | 0               |                    | -                  | -                  |             | -           | -           | 26     | 0      |
| 2017                   | Montréal Impact        | MLS                    | 27         | 2          | CC              | 4               | 0               |                    | -                  | -                  |             | -           | -           | 31     | 2      |
| Totale Montréal Impact | Totale Montréal Impact | Totale Montréal Impact | 235        | 22         |                 | 16              | 1               |                    | 9                  | 0                  |             | -           | -           | 260    | 23     |
| Totale carriera        | Totale carriera        | Totale carriera        | 422        | 33         |                 | 28              | 2               |                    | 25                 | 2                  | -           | -           | -           | 475    | 37     |

### Cronologia presenze e reti in nazionale
| Cronologia completa delle presenze e delle reti in nazionale ― Canada | Cronologia completa delle presenze e delle reti in nazionale ― Canada | Cronologia completa delle presenze e delle reti in nazionale ― Canada | Cronologia completa delle presenze e delle reti in nazionale ― Canada | Cronologia completa delle presenze e delle reti in nazionale ― Canada | Cronologia completa delle presenze e delle reti in nazionale ― Canada | Cronologia completa delle presenze e delle reti in nazionale ― Canada | Cronologia completa delle presenze e delle reti in nazionale ― Canada |
| Data                                                                  | Città                                                                 | In casa                                                               | Risultato                                                             | Ospiti                                                                | Competizione                                                          | Reti                                                                  | Note                                                                  |
| --------------------------------------------------------------------- | --------------------------------------------------------------------- | --------------------------------------------------------------------- | --------------------------------------------------------------------- | --------------------------------------------------------------------- | --------------------------------------------------------------------- | --------------------------------------------------------------------- | --------------------------------------------------------------------- |
| 15-11-2003                                                            | Praga                                                                 | Rep. Ceca                                                             | 5 – 1                                                                 | Canada                                                                | Amichevole                                                            | -                                                                     |                                                                       |
| 18-11-2003                                                            | Dublino                                                               | Irlanda                                                               | 3 – 0                                                                 | Canada                                                                | Amichevole                                                            | -                                                                     | 74’                                                                   |
| 18-1-2004                                                             | Waterford                                                             | Barbados                                                              | 0 – 1                                                                 | Canada                                                                | Amichevole                                                            | -                                                                     | 90’                                                                   |
| 16-6-2004                                                             | Kingston                                                              | Canada                                                                | 4 – 0                                                                 | Belize                                                                | Qual. Mondiali 2006                                                   | -                                                                     |                                                                       |
| 9-10-2004                                                             | San Pedro Sula                                                        | Honduras                                                              | 1 – 1                                                                 | Canada                                                                | Qual. Mondiali 2006                                                   | -                                                                     | 78’                                                                   |
| 17-11-2004                                                            | Città del Guatemala                                                   | Guatemala                                                             | 0 – 1                                                                 | Canada                                                                | Qual. Mondiali 2006                                                   | -                                                                     |                                                                       |
| 9-2-2005                                                              | Belfast                                                               | Irlanda del Nord                                                      | 0 – 1                                                                 | Canada                                                                | Amichevole                                                            | -                                                                     |                                                                       |
| 26-3-2005                                                             | Barcelos                                                              | Portogallo                                                            | 4 – 1                                                                 | Canada                                                                | Amichevole                                                            | -                                                                     | 68’                                                                   |
| 2-7-2005                                                              | Atlanta                                                               | Canada                                                                | 1 – 2                                                                 | Honduras                                                              | Amichevole                                                            | -                                                                     | 66’                                                                   |
| 7-7-2005                                                              | Seattle                                                               | Canada                                                                | 0 – 1                                                                 | Costa Rica                                                            | Gold Cup 2005 - 1º turno                                              | -                                                                     | 90’                                                                   |
| 9-7-2005                                                              | Seattle                                                               | Stati Uniti                                                           | 2 – 0                                                                 | Canada                                                                | Gold Cup 2005 - 1º turno                                              | -                                                                     |                                                                       |
| 12-7-2005                                                             | Foxborough                                                            | Canada                                                                | 2 – 1                                                                 | Cuba                                                                  | Gold Cup 2005 - 1º turno                                              | -                                                                     |                                                                       |
| 3-9-2005                                                              | Santander                                                             | Spagna                                                                | 2 – 1                                                                 | Canada                                                                | Amichevole                                                            | -                                                                     | 71’                                                                   |
| 16-11-2005                                                            | Hesperange                                                            | Lussemburgo                                                           | 0 – 1                                                                 | Canada                                                                | Amichevole                                                            | -                                                                     | 46’                                                                   |
| 22-1-2006                                                             | San Diego                                                             | Stati Uniti                                                           | 0 – 0                                                                 | Canada                                                                | Amichevole                                                            | -                                                                     | 90’                                                                   |
| 1-3-2006                                                              | Vienna                                                                | Austria                                                               | 0 – 2                                                                 | Canada                                                                | Amichevole                                                            | -                                                                     | 57’                                                                   |
| 4-9-2006                                                              | Montréal                                                              | Canada                                                                | 1 – 0                                                                 | Giamaica                                                              | Amichevole                                                            | -                                                                     | 74’                                                                   |
| 8-10-2006                                                             | Kingston                                                              | Giamaica                                                              | 2 – 1                                                                 | Canada                                                                | Amichevole                                                            | -                                                                     | 77’                                                                   |
| 15-11-2006                                                            | Székesfehérvár                                                        | Ungheria                                                              | 1 – 0                                                                 | Canada                                                                | Amichevole                                                            | -                                                                     | 54’                                                                   |
| 1-6-2007                                                              | Maracaibo                                                             | Venezuela                                                             | 2 – 2                                                                 | Canada                                                                | Amichevole                                                            | -                                                                     | 65’                                                                   |
| 6-6-2007                                                              | Miami                                                                 | Canada                                                                | 2 – 1                                                                 | Costa Rica                                                            | Gold Cup 2007 - 1º turno                                              | -                                                                     |                                                                       |
| 9-6-2007                                                              | Miami                                                                 | Canada                                                                | 1 – 2                                                                 | Guadalupa                                                             | Gold Cup 2007 - 1º turno                                              | -                                                                     | 75’ 89’                                                               |
| 11-6-2007                                                             | Miami                                                                 | Haiti                                                                 | 0 – 2                                                                 | Canada                                                                | Gold Cup 2007 - 1º turno                                              | -                                                                     | 83’                                                                   |
| 16-6-2007                                                             | Foxborough                                                            | Guatemala                                                             | 0 – 3                                                                 | Canada                                                                | Gold Cup 2007 - Quarti di finale                                      | -                                                                     |                                                                       |
| 21-6-2007                                                             | Chicago                                                               | Stati Uniti                                                           | 2 – 1                                                                 | Canada                                                                | Gold Cup 2007 - Semifinale                                            | -                                                                     |                                                                       |
| 22-8-2007                                                             | Reykjavík                                                             | Islanda                                                               | 1 – 1                                                                 | Canada                                                                | Amichevole                                                            | -                                                                     | 63’                                                                   |
| 12-9-2007                                                             | Toronto                                                               | Canada                                                                | 1 – 1                                                                 | Costa Rica                                                            | Amichevole                                                            | -                                                                     |                                                                       |
| 20-11-2007                                                            | Durban                                                                | Sudafrica                                                             | 2 – 0                                                                 | Canada                                                                | Amichevole                                                            | -                                                                     | 73’                                                                   |
| 26-3-2008                                                             | Tallinn                                                               | Estonia                                                               | 2 – 0                                                                 | Canada                                                                | Amichevole                                                            | -                                                                     | 46’                                                                   |
| 31-5-2008                                                             | Seattle                                                               | Brasile                                                               | 3 – 2                                                                 | Canada                                                                | Amichevole                                                            | -                                                                     | 81’                                                                   |
| 4-6-2008                                                              | Fort Lauderdale                                                       | Panama                                                                | 2 – 2                                                                 | Canada                                                                | Amichevole                                                            | -                                                                     | 46’                                                                   |
| 15-6-2008                                                             | Kingstown                                                             | Saint Vincent e Grenadine                                             | 0 – 3                                                                 | Canada                                                                | Qual. Mondiali 2006                                                   | -                                                                     | 72’                                                                   |
| 20-6-2008                                                             | Montreal                                                              | Canada                                                                | 4 – 1                                                                 | Saint Vincent e Grenadine                                             | Qual. Mondiali 2006                                                   | -                                                                     | 67’                                                                   |
| 20-8-2008                                                             | Toronto                                                               | Canada                                                                | 1 – 1                                                                 | Giamaica                                                              | Qual. Mondiali 2010                                                   | -                                                                     | 65’                                                                   |
| 6-9-2008                                                              | Montréal                                                              | Canada                                                                | 1 – 2                                                                 | Honduras                                                              | Qual. Mondiali 2010                                                   | -                                                                     | 71’, 73’                                                              |
| 11-10-2008                                                            | San Pedro Sula                                                        | Honduras                                                              | 3 – 1                                                                 | Canada                                                                | Qual. Mondiali 2010                                                   | -                                                                     | 46’                                                                   |
| 15-10-2008                                                            | Edmonton                                                              | Canada                                                                | 2 – 2                                                                 | Messico                                                               | Qual. Mondiali 2010                                                   | -                                                                     |                                                                       |
| 30-6-2009                                                             | Oxnard                                                                | Guatemala                                                             | 0 – 3                                                                 | Canada                                                                | Amichevole                                                            | 1                                                                     | 42’                                                                   |
| 3-7-2009                                                              | Carson                                                                | Canada                                                                | 1 – 0                                                                 | Giamaica                                                              | Gold Cup 2009 - 1º turno                                              | -                                                                     |                                                                       |
| 7-7-2009                                                              | Columbus                                                              | Canada                                                                | 1 – 0                                                                 | El Salvador                                                           | Gold Cup 2009 - 1º turno                                              | -                                                                     |                                                                       |
| 10-7-2009                                                             | Miami                                                                 | Canada                                                                | 2 – 2                                                                 | Costa Rica                                                            | Gold Cup 2009 - 1º turno                                              | 1                                                                     |                                                                       |
| 18-7-2009                                                             | Filadelfia                                                            | Canada                                                                | 0 – 1                                                                 | Honduras                                                              | Gold Cup 2009 - Quarti di finale                                      | -                                                                     |                                                                       |
| 14-11-2009                                                            | Skopje                                                                | Macedonia                                                             | 3 – 0                                                                 | Canada                                                                | Amichevole                                                            | -                                                                     |                                                                       |
| 7-9-2010                                                              | Montreal                                                              | Canada                                                                | 2 – 1                                                                 | Honduras                                                              | Amichevole                                                            | -                                                                     |                                                                       |
| 8-10-2010                                                             | Kiev                                                                  | Ucraina                                                               | 2 – 2                                                                 | Canada                                                                | Amichevole                                                            | -                                                                     |                                                                       |
| 15-11-2011                                                            | Toronto                                                               | Canada                                                                | 4 – 0                                                                 | Saint Kitts e Nevis                                                   | Qual. Mondiali 2014                                                   | -                                                                     | 81’                                                                   |
| 15-8-2012                                                             | Edmonton                                                              | Canada                                                                | 2 – 0                                                                 | Trinidad e Tobago                                                     | Amichevole                                                            | -                                                                     | 62’                                                                   |
| 7-9-2012                                                              | Toronto                                                               | Canada                                                                | 1 – 0                                                                 | Panama                                                                | Qual. Mondiali 2014                                                   | -                                                                     | 70’                                                                   |
| 11-9-2012                                                             | Panama                                                                | Panama                                                                | 2 – 0                                                                 | Canada                                                                | Qual. Mondiali 2014                                                   | -                                                                     | 79’                                                                   |
| 9-9-2014                                                              | Toronto                                                               | Canada                                                                | 3 – 1                                                                 | Giamaica                                                              | Amichevole                                                            | -                                                                     | 46’                                                                   |
| 18-11-2014                                                            | Panama                                                                | Panama                                                                | 0 – 0                                                                 | Canada                                                                | Amichevole                                                            | -                                                                     | 62’                                                                   |
| 16-1-2015                                                             | Orlando                                                               | Canada                                                                | 1 – 2                                                                 | Islanda                                                               | Amichevole                                                            | -                                                                     | 56’                                                                   |
| 19-1-2015                                                             | Orlando                                                               | Canada                                                                | 1 – 1                                                                 | Islanda                                                               | Amichevole                                                            | -                                                                     | 61’                                                                   |
| 13-6-2017                                                             | Montreal                                                              | Canada                                                                | 2 – 1                                                                 | Curaçao                                                               | Amichevole                                                            | -                                                                     | 79’                                                                   |
| 7-7-2017                                                              | Harrison                                                              | Guyana francese                                                       | 2 – 4                                                                 | Canada                                                                | Gold Cup 2017 - 1º turno                                              | -                                                                     | 66’                                                                   |
| 14-7-2017                                                             | Frisco                                                                | Canada                                                                | 0 – 0                                                                 | Honduras                                                              | Gold Cup 2017 - 1º turno                                              | -                                                                     | 65’                                                                   |
| Totale                                                                |                                                                       | Presenze                                                              | 56                                                                    |                                                                       | Reti                                                                  | 2                                                                     |                                                                       |

## Palmarès

### Club

#### Competizioni nazionali
- Coppa di Danimarca: 2

FC Nordsjælland: 2009-2010, 2010-2011
- Canadian Championship: 2

Montreal Impact: 2013, 2014